# マツェスタ駅
マツェスタ駅 (マツェスタえき、ロシア語:Мацеста) は、ロシアクラスノダール地方ソチにあるロシア鉄道北カフカース鉄道支社の駅である。

## 歴史
- 1929年 - 開業[1]。
- 1980年代 - 当駅より分岐していたマツェスタ支線が廃止される。

## 駅構造
島式ホーム2面3線を有する地上駅である。各ホームは跨線橋で結ばれている。1980年代までリゾートの温泉向けに硫化水素水を輸送する3㎞程度のマツェスタ支線が分岐していた。駅舎内には切符売り場が設置されている。

## 隣の駅
ロシア鉄道北カフカ―ス鉄道支社
トゥアプセ - ヴェショロエ線
ソチ駅 - マツェスタ駅 - イズヴェスチヤ駅